# Suzanna Leigh
Pour les articles homonymes, voir Leigh.
Suzanna Leigh, née le 26 juillet 1945 à Belgrave (Berkshire) et morte le 11 décembre 2017, est une actrice britannique de cinéma et de télévision.

## Biographie

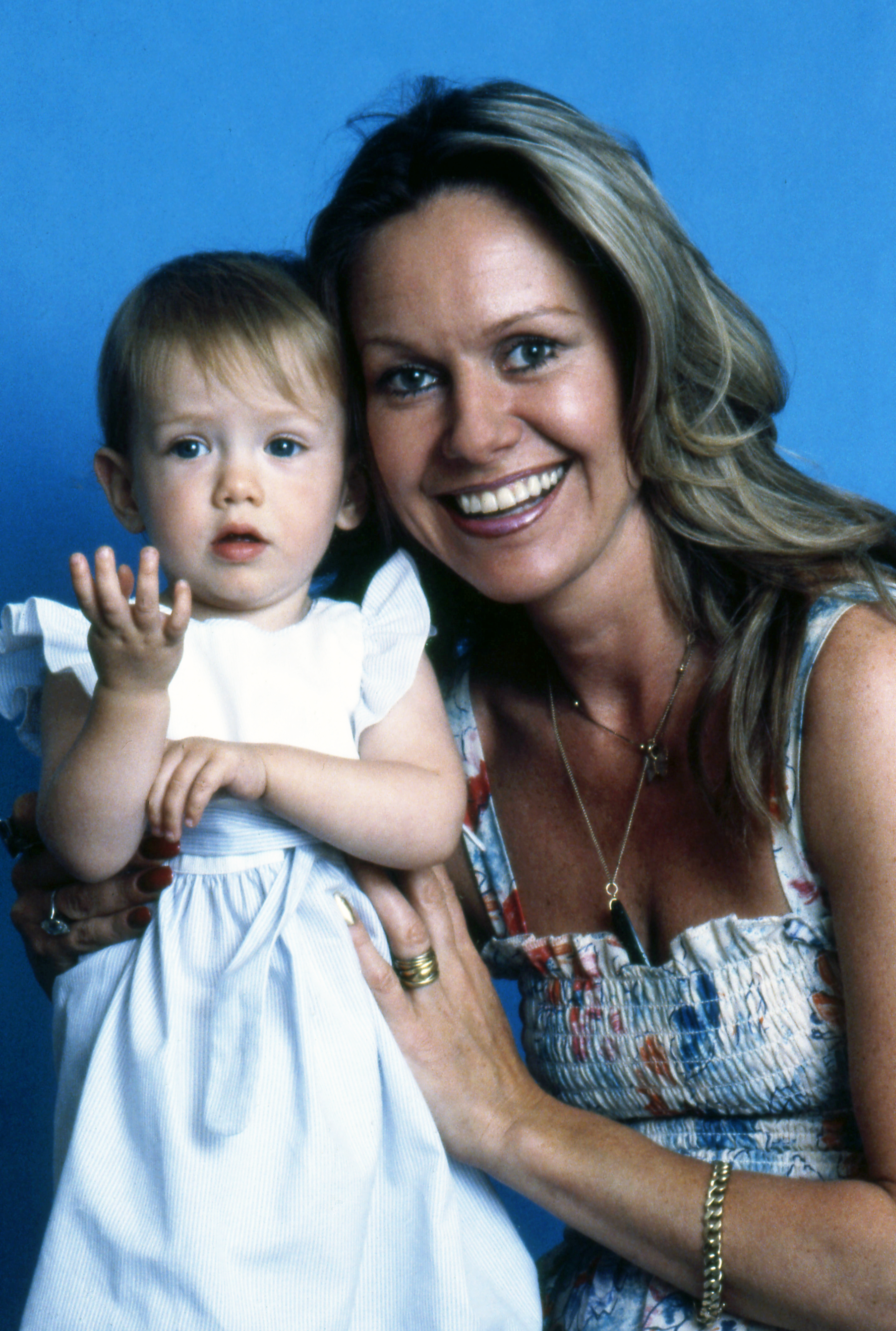
Suzanna Leigh avec sa fille Natalia.

Née Sandra Eileen Anne Smith dans une famille anglaise, elle fait ses études dans la banlieue de Londres, et commence très jeune sa carrière d'actrice. Elle change son nom en Suzanna Leigh en hommage à sa marraine, Vivien Leigh,. Elle a notamment joué avec Elvis Presley dans le film Paradis hawaïen (Paradise, Hawaiian Style) en 1966.
Elle meurt d'un cancer du foie diagnostiqué en septembre 2016 à Winter Garden dans le comté d'Orange en Floride, et est incinérée.

## Filmographie

### Cinéma
- 1956 : Silken Affair
- 1957 : Man from Tangier	Uncredited
- 1958 : Tom Thumb Extra in 'Dancing Shoes'
- 1960 : Oscar Wilde
- 1961 : Bomb in the High Street Jackie
- 1965 : The Pleasure Girls Dee
- 1965 : Boeing Boeing Vicky Hawkins 	British United
- 1966 : Paradis hawaïen Judy Hudson (Friday)
- 1966 : The Deadly Bees  Vicki Robbins
- 1967 : Plus féroces que les mâles (Deadlier Than the Male) : Grace
- 1968 : Le Peuple des abîmes (The Lost Continent) :  Unity Webster
- 1968 : Subterfuge Donetta
- 1970 : Docteur Caraïbes Laura
- 1971 : La Soif du vampire (Lust for a Vampire) Janet Playfair
- 1972 : The Fiend Paddy Lynch
- 1973 : Son of Dracula 	Amber
- 2015 : Grace of the Father : Judith Hudson

### Télévision
- 1963 : It Happened Like This 	Amanda Morris 	1 episode
- 1964 : Le Saint 	Lilla McAndrew 	1 episode
- 1966 : The Wednesday Play 	Elaine 	1 episode
- 1966 : Trois étoiles en Touraine 		TV movie
- 1969 : Journey to the Unknown 	Vickie 	1 episode
- 1970 : ITV Playhouse 	Ingrid 	1 episode
- 1971 : Amicalement vôtre 	Emily Major 	1 episode
- 1973 : Docteur Caraïbes 	Laura 	4 episodes
- 1978 : The Chiffy Kids 	Miss Armitage 	1 episode